# Rhaconotus sudanensis
Rhaconotus sudanensis är en stekelart som beskrevs av Wilkinson 1927. Rhaconotus sudanensis ingår i släktet Rhaconotus och familjen bracksteklar. Inga underarter finns listade i Catalogue of Life.